# Eric Schermerhorn
Pour les articles homonymes, voir Schermerhorn (homonymie).
Eric Schermerhorn, né le 11 avril 1961, est un musicien compositeur américain. Il a joué avec Iggy Pop, Seal et David Bowie lors du It's My Life Tour.

En 1995, il devient guitariste de The The, remplaçant Johnny Marr.pour l'album Hanky Panky, et jusqu'en 2000 avec l'album Naked Self, qu'il co-écrit et dont il assure la tournée.

Entre 1996 et 1998, Schermerhorn joue sur les albums Factory Showroom et Severe Tire Damage de They Might Be Giants ainsi que sur It's Fun To Steal de Mono Puff.